# Hucisko (Stryszawa)
Hucisko [xuˈt͡ɕiskɔ] ist eine Ortschaft mit einem Schulzenamt der Gemeinde Stryszawa im Powiat Suski der Woiwodschaft Kleinpolen in Polen.

## Geographie
Der Ort liegt zwischen den Saybuscher Beskiden (Beskid Żywiecki) und den Mittelbeskiden (Beskid Makowski).

## Geschichte
Der Ort wurde im 15. Jahrhundert als ein Weiler von Pewel Wielka gegründet. Der Name ist abgeleitet von primitiven Eisenhütten, später funktionierte hier auch  eine Glashütte. Hucisko wurde im Jahre 1679 unabhängig.
Bei der Ersten Teilung Polens kam das Dorf 1772 zum neuen Königreich Galizien und Lodomerien des habsburgischen Kaiserreichs (ab 1804).
Im Jahre 1884 wurde die Teilstrecke Żywiec–Sucha der Galizischen Transversalbahn durch Hucisko mit einer Bahnstation eröffnet. In Hucisko befindet sich der höchste Punkt der Teilstrecke auf 560 m.
1918, nach dem Ende des Ersten Weltkriegs und dem Zusammenbruch der k.u.k. Monarchie, kam Hucisko zu Polen. Im Jahre 1936 wurde eine Römisch-katholische Kirche erbaut (1988 nachgebaut) und im Jahre 1945 wurde die Pfarrei errichtet.
Im Zweiten Weltkrieg gehörte das Dorf zum Landkreis Saybusch im Regierungsbezirk Kattowitz in der Provinz Schlesien (seit 1941 Provinz Oberschlesien). Im Jahre 1945 ereignete sich eine Schlacht zwischen Deutschen und Sowjets. In der Kirche war ein Scharfschütze. Etwa 100 Sowjets wurden bei der Kirche danach zu Grabe getragen (später exhumiert).
Von 1975 bis 1998 gehörte Hucisko zur Woiwodschaft Bielsko-Biała.